# マユグロアホウドリ

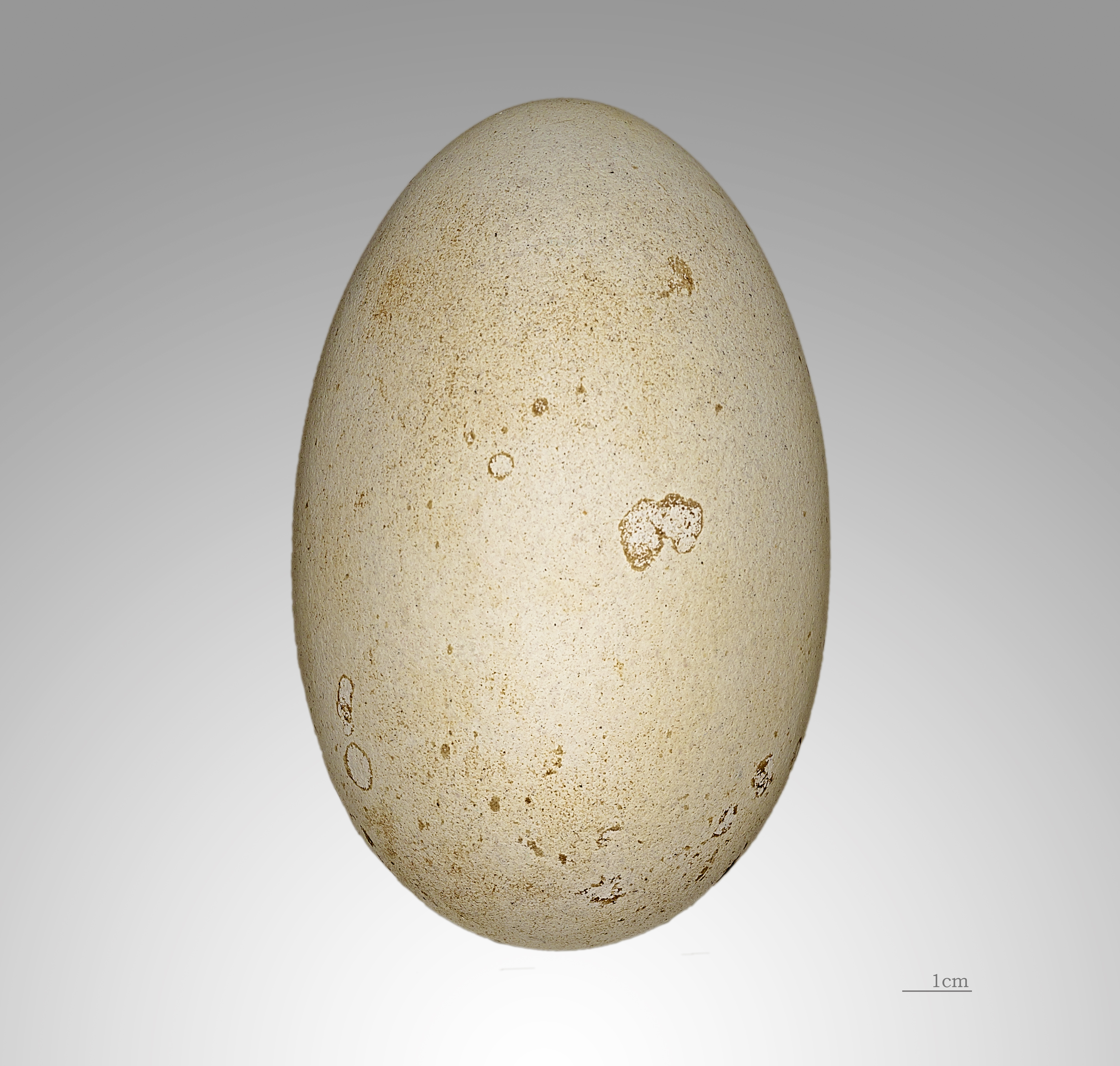
Thalassarche melanophris

マユグロアホウドリ（学名：Thalassarche melanophris）は、ミズナギドリ目アホウドリ科に分類される鳥類の一種。
名前の由来は、眉が黒いようにみえることより。

## 分布
南極周辺の島々で繁殖し、南太平洋一帯に分布する。